# Phiomyoides humilis
Phiomyoides humilis és una espècie extinta de mamífer rosegador de la família dels miofiòmids (o, segons altres classificacions, dels trionòmids) que visqué al sud d'Àfrica durant el Miocè inferior. Se n'han trobat restes fòssils a Namíbia. Es tracta de l'única espècie del gènere Phiomyoides. El nom específic Phiomyoides significa ‘semblant a Phiomys’, mentre que el nom específic humilis significa ‘humil’ en llatí.